# 冯西桥
冯西桥 (1968年—)，清华大学教授，主要从事力学方面的研究工作。担任中国力学学会副理事长、国际断裂学会执行委员，入选中华人民共和国教育部2008年度"长江学者"特聘教授。曾任清华大学工程力学系主任、生物力学与医学工程研究所所长。